# Treize puits situés rue Ištvana Kizura à Kelebija
Les treize puits situés rue Ištvana Kizura à Kelebija (en serbe cyrillique : Тринаест бунара у Ул. Иштвана Кизура на Келебији ; en serbe latin : Trinaest bunara u Ul. Ištvana Kizura na Kelebiji) sont situés à Kelebija, dans la province de Voïvodine, sur le territoire de la ville de Subotica et dans le district de Bačka septentrionale, en Serbie. Ils sont inscrits sur la liste des monuments culturels protégés de la république de Serbie (identifiant no SK 1782).